# براندان مكارثي
براندان مكارثي (بالإنجليزية: Brendan McCarthy)‏ هو لاعب كرة قدم أمريكية أمريكي، ولد في 6 أغسطس 1945 في بوسطن في الولايات المتحدة، وتوفي في 26 أغسطس 1997 في مقاطعة غاريت في الولايات المتحدة بسبب نوبة قلبية.